# مارك روزنتال
مارك روزنتال (بالإنجليزية: Mark Rosenthal)‏ هو كاتب سيناريو ومخرج أمريكي، ولد في 1950 في فيلادلفيا في الولايات المتحدة.
ولد روزنتال لعائلة يهودية في فيلادلفيا.حصل على درجة الدكتوراه في الآداب من جامعة المحيط الهادئ.

## وصلات خارجية
- مارك روزنتال على موقع IMDb (الإنجليزية)
- مارك روزنتال على موقع ألو سيني (الفرنسية)
- مارك روزنتال على موقع أول موفي (الإنجليزية)
- مارك روزنتال على موقع قاعدة بيانات الأفلام السويدية (السويدية)
- مارك روزنتال على موقع قاعدة بيانات الفيلم (الإنجليزية)
- مارك روزنتال على موقع كينوبويسك (الروسية)
- مارك روزنتال على موقع كينوبويسك (الروسية)